# São José de Mipibu
São José de Mipibu is een gemeente in de Braziliaanse deelstaat Rio Grande do Norte. De gemeente telt 43.995 inwoners (schatting 2017).

## Aangrenzende gemeenten
De gemeente grenst aan Arês, Brejinho, Espírito Santo, Goianinha, Jundiá, Macaíba, Monte Alegre, Nísia Floresta, Parnamirim en Vera Cruz.

## Verkeer en vervoer
De plaats ligt aan de noord-zuidlopende weg BR-101 tussen Touros en São José do Norte. Daarnaast ligt ze aan de wegen RN-002, RN-063 en RN-315.